# Miquel Urgell Calatayud
Miquel Urgell Calatayud   (Barcelona, 12 d'octubre de 1897 - Barcelona, 7 d'agost de 1972) fou un futbolista català de les dècades de 1910 i 1920.
Jugava a la posició de mig esquerre. Va ser jugador del FC Internacional les temporades 1914-15 i 1915-16. El 1916 ingressà al RCD Espanyol, on va fer dues grans temporades i guanyà el campionat de Catalunya 1917-18. Passà una breu estada al CE Júpiter el 1919 i retornà a l'Espanyol, on continuà jugant fins a la temporada 1923-24.